# Campionati mondiali di ginnastica ritmica 2014
I XXXIII Campionati mondiali di ginnastica ritmica si sono svolti a Smirne, in Turchia, dal 21 al 28 settembre 2014.

## Podi
| Evento             | Oro | Perform. | Argento | Perform. | Bronzo | Perform. |
| Individuale        | |          | |          | |          |
| Clavette           | Jana Kudrjavceva                                                                                                | 18,750   | Margarita Mamun                                                                                                 | 18,650   | Hanna Rizatdinova                                                                                               | 18,000   |
| Cerchio            | Jana Kudrjavceva                                                                                                | 18,816   | Margarita Mamun                                                                                                 | 18,450   | Son Yeon-jae | 17,966   |
| Palla              | Jana Kudrjavceva Margarita Mamun                                                                                | 18,433   | Non assegnato                                                                                                   |          | Melicina Stanjuta                                                                                               | 18,000   |
| Nastro             | Margarita Mamun                                                                                                 | 18,566   | Jana Kudrjavceva                                                                                                | 18,183   | Hanna Rizatdinova                                                                                               | 17,766   |
| Completo           | Jana Kudrjavceva                                                                                                | 75,266   | Margarita Mamun                                                                                                 | 74,149   | Hanna Rizatdinova                                                                                               | 72,449   |
| A squadre          | |          | |          | |          |
| Completo           | Russia Jana Kudrjavceva Margarita Mamun Aleksandra Soldatova                                                    | 147,914  | Bielorussia Melicina Stanjuta Kacjaryna Halkina Aryna Šarapa                                                    | 136,073  | Ucraina Hanna Rizatdinova Viktorija Mazur Eleonora Romanova                                                     | 135,515  |
| A gruppi           | |          | |          | |          |
| 10 clavette        | Spagna Alejandra Quereda Lourdes Mohedano Elena López Artemi Gavezou Sandra Aguilar                             | 17,433   | Israele Ekaterina Levina Ida Mayrin Alona Koshevatskiy Karina Lykhvar Yuval Filo                                | 16,983   | Bielorussia Ksenija Čeldiškina Maryja Kadobina Maryja Kacjak Valeryja Iharaŭna Piščėlina Aryna Cycylina         | 16,600   |
| 3 palle e 2 nastri | Russia Anastasija Maksimova Diana Borisova Aleksandra Semenova Dar'ja Avtonomova Marija Tolkačëva               | 17,950   | Bulgaria Mihaela Maevska-Veličkova Reneta Kamberova Cvetelina Najdenova Cvetelina Stojanova Hristijana Todorova | 17,616   | Bielorussia Ksenija Čeldiškina Hanna Dudzjankova Maryja Kadobina Maryja Kacjak Aryna Cycylina                   | 17,466   |
| Completo           | Bulgaria Mihaela Maevska-Veličkova Reneta Kamberova Cvetelina Najdenova Cvetelina Stojanova Hristijana Todorova | 34,449   | Italia Sofia Lodi Marta Pagnini Andreea Stefanescu Alessia Maurelli Arianna Facchinetti Camilla Patriarca       | 34,282   | Bielorussia Ksenija Čeldiškina Hanna Dudzjankova Maryja Kadobina Maryja Kacjak Valerija Pišelina Aryna Cycylina | 34,225   |

## Medagliere
| Pos.   | Paese         | Oro | Argento | Bronzo | Totale |
| ------ | ------------- | --- | ------- | ------ | ------ |
| 1      | Russia        | 8   | 4       | 0      | 12     |
| 2      | Bulgaria      | 1   | 1       | 0      | 2      |
| 3      | Spagna        | 1   | 0       | 0      | 1      |
| 4      | Bielorussia   | 0   | 1       | 4      | 5      |
| 5      | Italia        | 0   | 1       | 0      | 1      |
| 5      | Israele       | 0   | 1       | 0      | 1      |
| 7      | Ucraina       | 0   | 0       | 4      | 4      |
| 8      | Corea del Sud | 0   | 0       | 1      | 1      |
| Totale | Totale        | 10  | 8       | 9      | 27     |